# Слімнік (Вранча)
Слімнік (рум. Slimnic) — село у повіті Вранча в Румунії. Входить до складу комуни Тимбоєшть.
Село розташоване на відстані 140 км на північний схід від Бухареста, 23 км на південний захід від Фокшан, 76 км на захід від Галаца, 113 км на схід від Брашова.

## Населення
За даними перепису населення 2002 року у селі проживали 843 особи.
Національний склад населення села:
| Національність | Кількість осіб | Відсоток |
| -------------- | -------------- | -------- |
| румуни         | 614            | 72,8%    |
| цигани         | 229            | 27,2%    |

Рідною мовою назвали:
| Мова      | Кількість осіб | Відсоток |
| --------- | -------------- | -------- |
| румунська | 643            | 76,3%    |
| циганська | 200            | 23,7%    |